# Saint-Aubin-de-Bonneval
Saint-Aubin-de-Bonneval település Franciaországban, Orne megyében. Lakosainak száma 131 fő (2022. január 1.). Saint-Aubin-de-Bonneval La Folletière-Abenon, Avernes-Saint-Gourgon, Saint-Germain-d’Aunay és Livarot-Pays-d'Auge községekkel határos.

## Népesség
A település népessége az elmúlt években az alábbi módon változott:
| Lakosok száma | 147  | 143  | 142  | 135  | 134  | 134  | 132  | 131  | 131  |
|               | 2013 | 2015 | 2016 | 2017 | 2018 | 2019 | 2020 | 2021 | 2022 |